# Geografie Tibetu

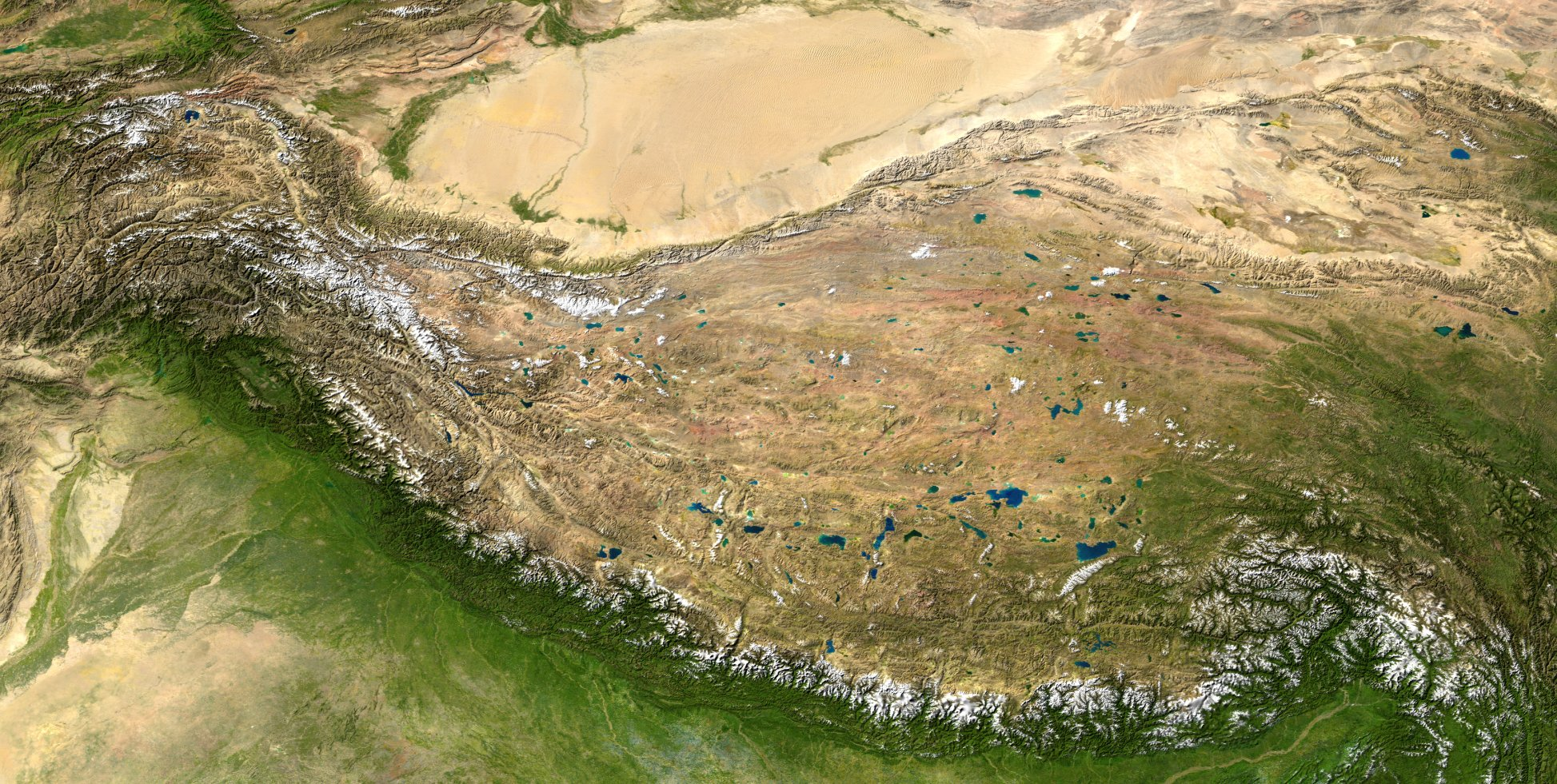
Tibetská náhorní plošina, jež je na jihu lemována pohořím Himálaje a na severu pouští Taklamakan

Geografie Tibetu je tvořena především pásmem vysokých hor, řek a jezer. Území Tibetu se z většiny nalézá na Tibetské náhorní plošině, která je se svou průměrnou nadmořskou výškou přes 4000 m n. m. nejvýše položená plošina na světě; Tibet se proto někdy označuje jako „střecha světa“.
Ovzduší je v Tibetu velmi suché a podnebí je díky vysokohorským pásmům většinou chladné, i když v létě se průměrná denní teplota často pohybuje okolo 20 °C. V Tibetu pramení řada významných řek, mezi nejznámější patří Brahmaputra či Indus.

## Poloha

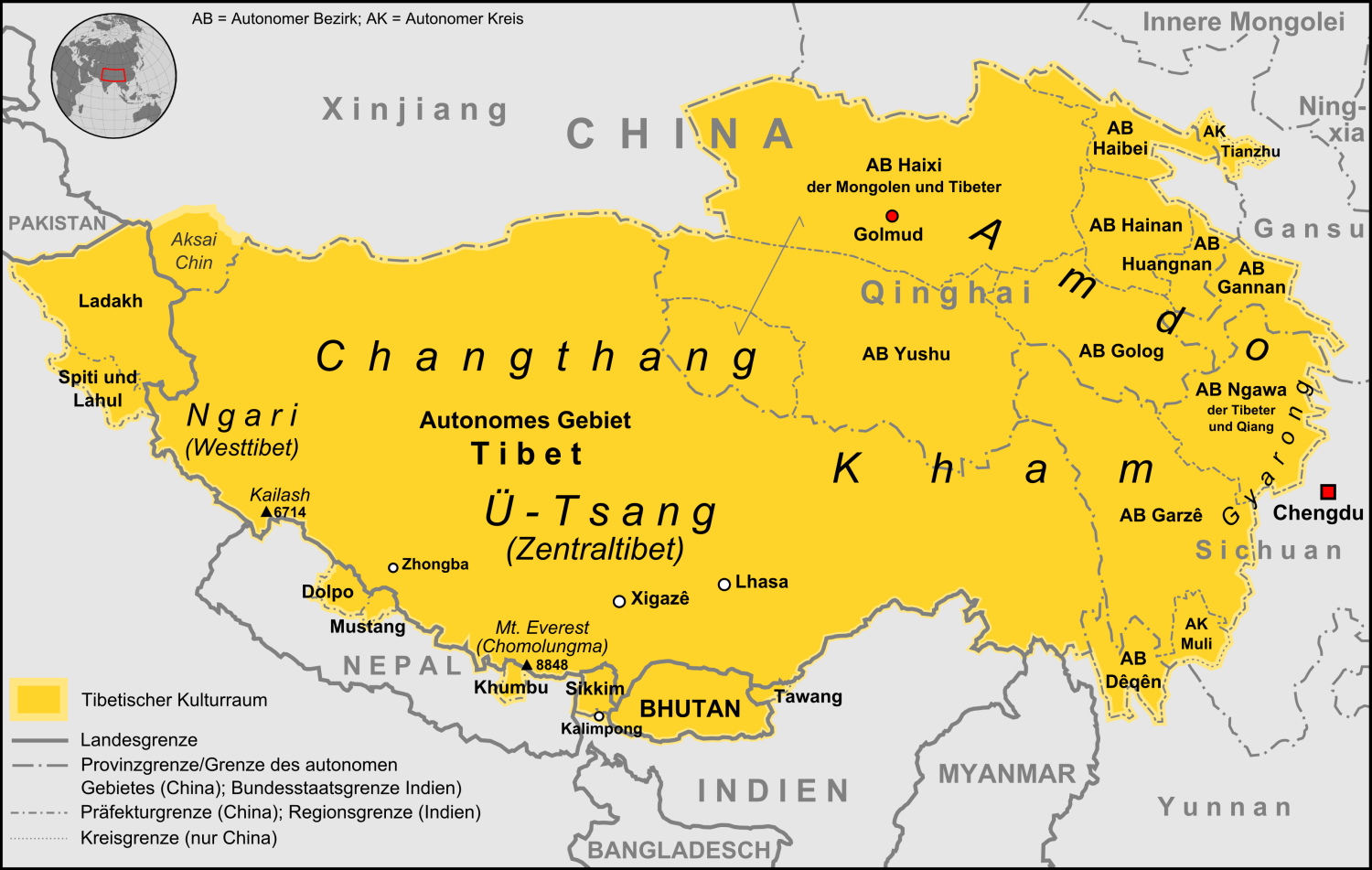
Přibližný rozsah tibetské kulturní oblasti je vyznačen žlutě

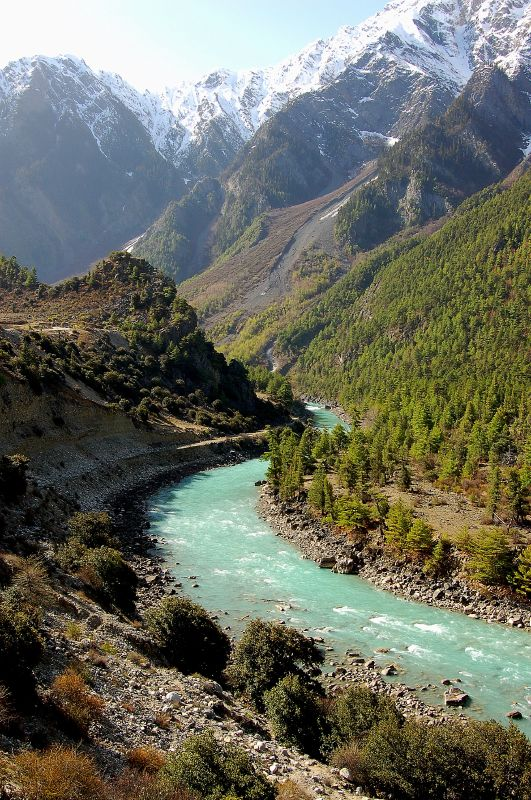
Údolí řeky Ňangčhu

Jednoznačně vymezit území, na kterém se Tibet rozkládá, je značně problematické. Historický Tibet se skládal z několika oblastí. Na severovýchodě to byla oblast Amdo, která je dnes rozdělena mezi čínské provincie Čching-chaj, Kan-su a S’-čchuan. Na východě oblast zvaná Kham, rozdělená mezi S’-čchuan, Čching-chaj a Jün-nan. Západní Kham a Ü-Cang jsou dnes součástí Tibetské autonomní oblasti. Oblast Arunáčalpradéše je v současné době spravována Indií, čínská strana si však tyto území nárokuje na základě toho, že daná oblast patří k tibetské kulturní oblasti. Tibetská kultura však zasahuje i do sousedních států a oblastí, zejména Bhútánu, Burjatska, Nepálu, indického Sikkimu a Ladaku a přilehlých oblastí Číny, kde je dominantním náboženstvím tibetský buddhismus.
Co se týče Tibetské autonomní oblasti, ta dnes na jihu hraničí s Myanmarem, Nepálem, Bhútánem a Indií, resp. indickými státy Uttarákhand, Sikkim a Arunáčalpradéš. Na severu a východě hraničí s další autonomní oblastí Sin-ťiang a dále s čínskými provinciemi Čching-chaj a S’-čchuan. Krátkou hranici též svírá s Jün-nanem. Západně od hranic Tibetské autonomní oblasti se nachází indické státy Džammú a Kašmír a Himáčalpradéš.
Mezi badateli nepanuje jednotný názor o to, zda je území Tibetu součástí centrální Asie, či svou polohou už náleží Asii Jižní. Např. Encyclopædia Britannica uvádí, že Tibet je součástí střední Asie, jiné zdroje však uvádí, že je součástí jižní Asie. Další prameny jako National Geographic dokonce řadí Tibetskou náhorní plošinu k východní Asii.

## Pohoří

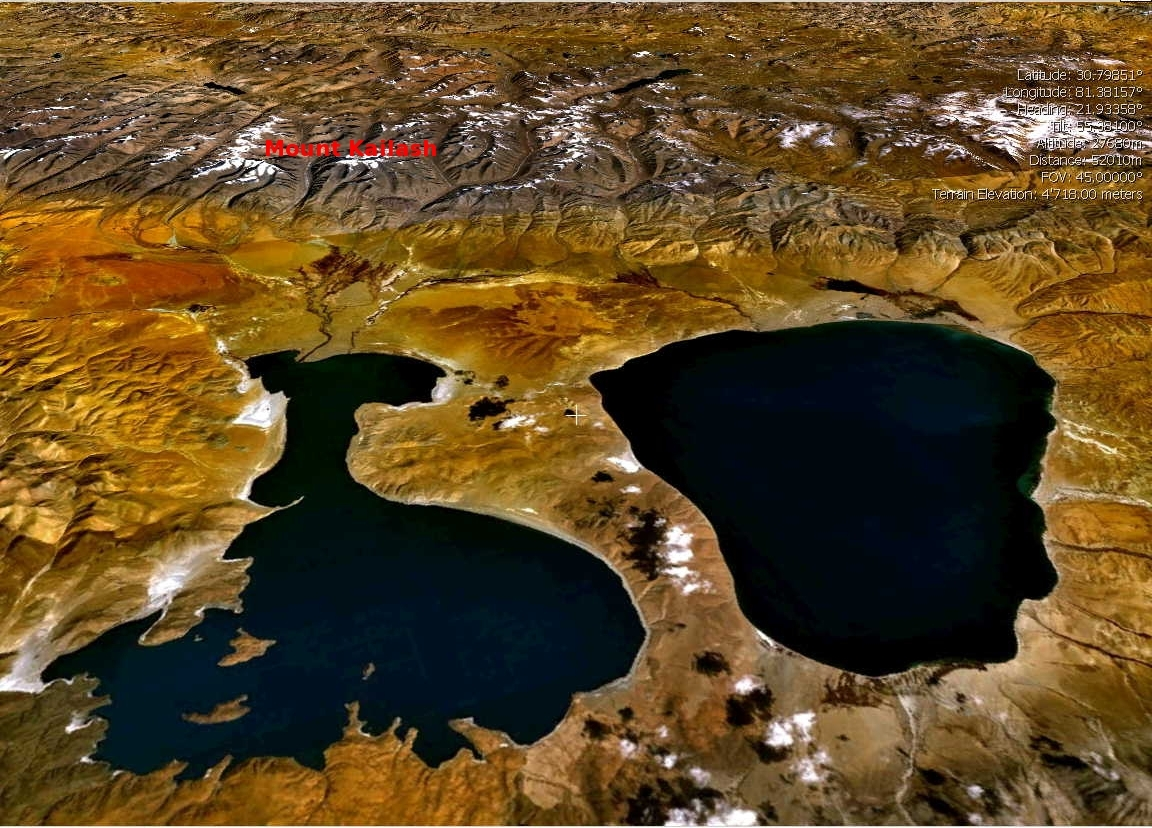
Satelitní snímek Kailásu (označen červeně), v popředí jezero Mánasaróvar (vpravo) a jezero Rákšastál (vlevo)

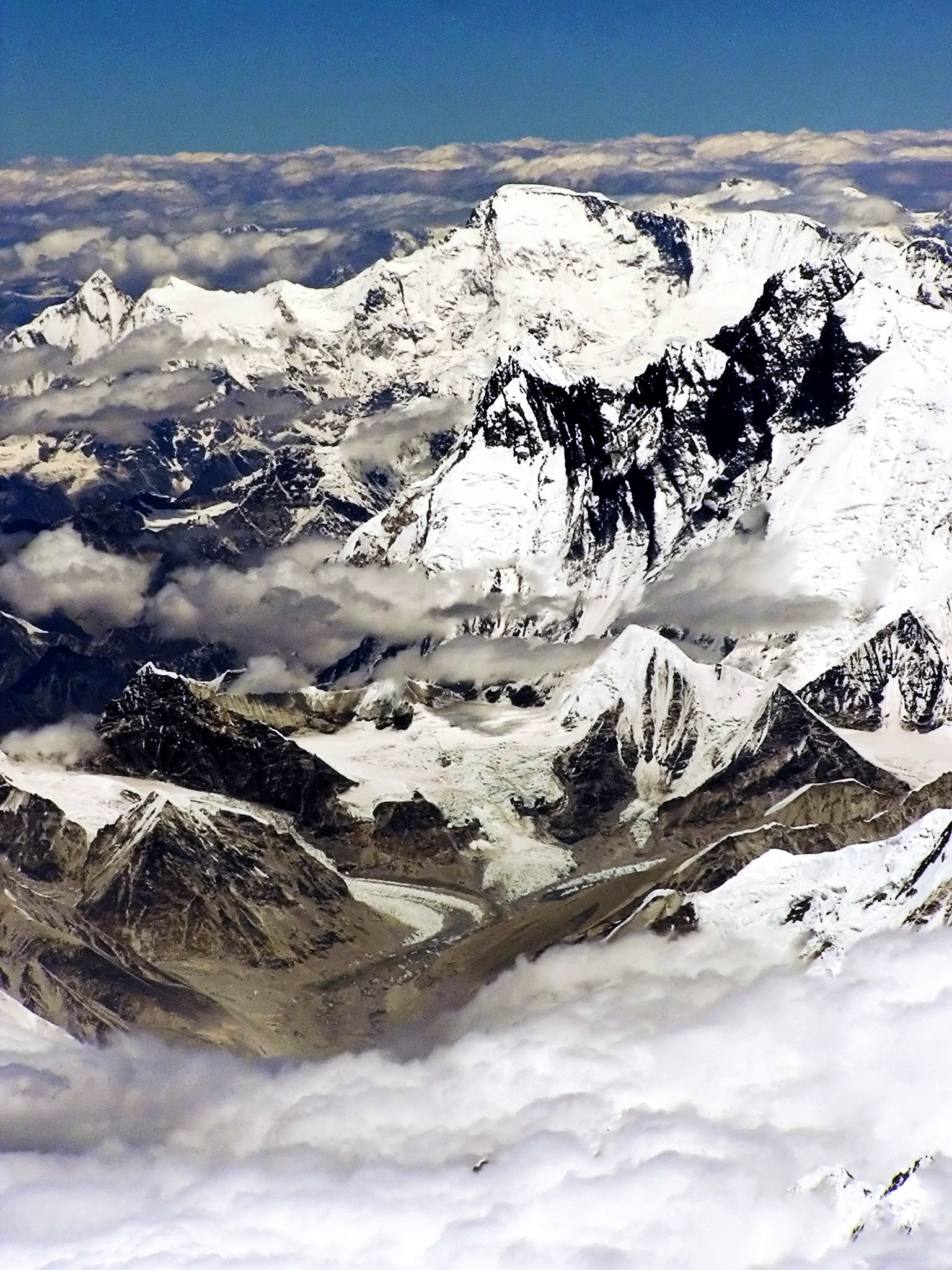
Himálaje na jižním okraji tibetské plošiny

Velká část Tibetu se nachází na Tibetské náhorní plošině, což z Tibetu činí nejvýše položenou oblast na světě. Průměrná nadmořská výška se na jihu Tibetu pohybuje okolo 3000 m, na severu okolo 4500 m. K nejvýznamnějším tibetským pohořím patří jedno z nejdelších velehorských pásem na světě, pohoří Kchun-lun. Má tvar písmene S a nachází se na samém severním okraji Tibetské náhorní plošiny. Na sever od Kchun-lunu se už nachází Tarimská pánev. Vrcholy Kchun-lunu dosahují výšek okolo 6000–7000 m a jeho nejvyšším bodem Ulug Muztagh o výši 7723 m.
Dalším významným horským pásmem je zejména tzv. Transhimálaj, který je fakticky tvořen třemi menšími pohořími Ngari Gangri, Ňänčhen Thangla a Gangtise. Výše těchto horských pásmem často překračuje 6000 m. Mezi další tibetská pohoří patří např. Altyn-tagh, jež se nachází při severozápadní hranici Cchädamské pánve (severovýchodní hranici této pánve pak tvoří horstvo Nan-šan). Jižní část Tibetské náhorní plošiny uzavírá Himálaj, jehož hory jako Mount Everest, Nandádéví, Kamét či Annapúrna patří k těm největším na světě. Ne všechny tyto hory se však nachází na tibetské straně, samotný Mt. Everest leží jednou svou stranou už leží v Nepálu.

## Vodstvo

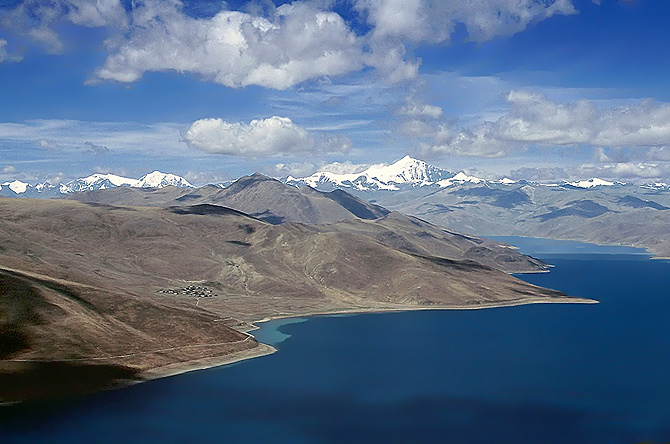
Jezero Yamdrok-Tso

Na Tibetské náhorní plošině se nachází velká řada jezer a vodních toků a nachází se zde hlavní zdroj velkých asijských řek. Tibetské řeky by šly rozdělit do dvou skupin, a to severní a jižní. Řeky v severní oblasti většinou napájí četná horská jezera, zatímco řeky z jižních oblastí napájí řeku Cangpo, která je známější pod jménem Brahmaputra. Mimo zmíněnou řeku Cangpo v Tibetu pramení řeky Jang-c’-ťiang, Žlutá řeka, Indus, Salwin, Mekong a Jarlung. Tok řek Indus a Cangpo přitom začíná v jezeře v Západním Tibetu u nábožensky důležité hory Kailás, kterou Tibeťané nazývají Gang Rinpočhe.
V Tibetu se nachází řada sladkých i slaných jezer rozmanitých tvarů a délek. K nejvýznamnějším patří jezero Namccho poblíž Lhasy, které má rozlohu 2207 km² a nachází se ve výšce více než 4700 m n. m. K dalším významným jezerům patří např. Pangong Tso, Siling Co, Yamdrok Co,Tangrajum, Rákšastál, Mánasaróvar či Gyaring.

## Klima
Ovzduší je v Tibetu velmi suché a celá oblast se nachází ve srážkovém stínu. Klima je studené a teplotní rozdíly ve dne a v noci jsou často velmi vysoké. Např. na rozlehlé planině Čhangthang teploty ve dne mohou dosáhnout až 30 °C a v noci klesají až k -15 °C. V posledních desetiletích patří Tibet mezi oblasti, kde dochází k nejvýraznějším změnám klimatu. Od 80. let 20. století zde průměrná teplota vzrostla až o 0,9 °C. Výrazně se též zmenšila plocha tibetských ledovců, jen v posledních 30 letech zmenšily svou plochu až o 131 km². Množství srážek, podobně jak výše teploty, je závislé na jednotlivých oblastech Tibetu. Např. v jižním a severovýchodním Tibetu se průměrné množství srážek pohybuje mezi 500–1000 mm. Následující tabulka zachycuje průměrné roční teploty ve Lhase:
| Lhasa – podnebí             | Lhasa – podnebí | Lhasa – podnebí | Lhasa – podnebí | Lhasa – podnebí | Lhasa – podnebí | Lhasa – podnebí | Lhasa – podnebí | Lhasa – podnebí | Lhasa – podnebí | Lhasa – podnebí | Lhasa – podnebí | Lhasa – podnebí | Lhasa – podnebí |
| Období                      | leden           | únor            | březen          | duben           | květen          | červen          | červenec        | srpen           | září            | říjen           | listopad        | prosinec        | rok             |
| --------------------------- | --------------- | --------------- | --------------- | --------------- | --------------- | --------------- | --------------- | --------------- | --------------- | --------------- | --------------- | --------------- | --------------- |
| Průměrné denní maximum [°C] | 7               | 9               | 12              | 16              | 19              | 24              | 23              | 22              | 21              | 17              | 13              | 9               | 16              |
| Průměrné denní minimum [°C] | −10             | −7              | −2              | 1               | 5               | 9               | 9               | 9               | 7               | 1               | −5              | −9              | 1               |
| Průměrné srážky [mm]        | 0               | 13              | 8               | 5               | 25              | 64              | 122             | 89              | 66              | 13              | 3               | 0               | 408             |
| Zdroj: BBC                  |                 |                 |                 |                 |                 |                 |                 |                 |                 |                 |                 |                 |                 |